# Bobby Morrow
Bobby Joe Morrow (Harlingen, 15 de outubro de 1935 – San Benito, 30 de maio de 2020) foi um velocista e campeão olímpico norte-americano.
Em Melbourne 1956 conquistou três medalhas de ouro no atletismo vencendo os 100 m, os 200 m – igualando o recorde mundial – e o revezamento 4x100 m, junto com Ira Murchison, Thane Baker e Leamon King. Depois destas conquistas ele conseguiu grande fama nos Estados Unidos, sendo capa das revistas TIME e Sports Illustrated, por quem foi considerado o "Atleta do Ano", e aparecendo em programas de televisão como o Ed Sullivan Show. Em 1957 continuou tendo sucesso em campeonatos nacionais, igualando os recordes mundiais dos 100 e 200 m seis vezes, três cada, mas retirou-se das pistas no ano seguinte para viver como fazendeiro e marceneiro. Fez uma tentativa de volta em 1960 para conseguir classificação para os Jogos de Roma 1960 mas não teve êxito.

## Morte
Morreu no dia 30 de maio de 2020 em San Benito, aos 84 anos.